# Rakaia stewartiensis
Rakaia stewartiensis is een hooiwagen uit de familie Pettalidae.